# Kỳ Đông
Kỳ Đông (chữ Hán giản thể: 祁东县, Hán Việt: Kỳ Đông huyện) là một huyện thuộc địa cấp thị Hành Dương, tỉnh Hồ Nam, Cộng hòa Nhân dân Trung Hoa. Huyện này có diện tích 1872 km2, dân số cuối năm 2001 là 918.600 người, trong đó dân số nông nghiệp là 806.000 người, phi nông nghiệp 266.200 người, bình quân mỗi hộ có 3,49 người.

## Hành chính
Huyện Kỳ Đông có các đơn vị hành chính sau:
- Trấn: Hồng Kiều, Lương Thị, Hà Châu, Quy Dương, Điểu Giang, Kim Kiều, Bạch Hạc Phô, Quá Thủy Bình, Song Kiều, Linh Quan, Phong Thạch Yển, Bạch Địa Thị, Chuyên Đường, Tưởng Gia Kiều, Thái Bình Đường.
- Hương: Mã Đỗ Kiều, Thạch ĐÌnh Tử, Hoàng Thổ Phô, Quan Gia Chuỷ, Bộ Vân Kiều, Phượng Kỳ Bình, Thành Liên Vu, Tứ Minh Sơn.